# Meblo Jogi
Meblo jogi d.o.o. je slovensko podjetje, s sedežem v Kromberku, ki proizvaja izdelke za počitek in spanje. Je vodilno podjetje na tem področju v Sloveniji.

## Izdelki
- Postelje
- Ležišča
- Rjuhe
- Nadvložki
- Vzglavniki
- Program za otroke